# 부산부 병
부산부 병은 대한민국의 옛 국회의원 선거구이다. 당시 경상남도 부산부의 일부 지역을 관할했다.

## 역사
1948년 제헌 국회의원 선거를 앞두고 신설되었다.
1949년 부산부의 명칭이 부산시로 변경되었으며 이로 인해 1950년 제2대 국회의원 선거를 앞두고 부산시 정 선거구가 되었다.

## 역대 국회의원
| 선거   | 정당 | 정당       | 의원   |
| ------ | ---- | ---------- | ------ |
| 1948년 |      | 한국민주당 | 한석범 |

## 역대 선거 결과

### 대한민국 제헌 국회의원 선거
|  | 28.90% |

|  | 25.86% |

|  | 25.07% |

|  | 14.48% |

|  | 5.67% |